# Georg Friedrich von Wegnern
Georg Friedrich von Wegnern (* 14. März 1729 in Braunsberg; † 13. September 1793 gefallen bei Ensheim) war ein preußischer Generalmajor.

## Leben

### Herkunft
Er entstammte der, ursprünglich auf ihrem Besitz Osterweddingen (Provinz Sachsen) ansässigen, aber bereits im 16. Jahrhundert nach Königsberg umgesiedelten und dort im Jahr 1635 in den polnischen Adelsstand erhobenen und mit der Verleihung des preußischen Indigenats versehen Familie von Wegner. Er war der Sohn des gleichnamigen preußischen Oberst und Gutsbesitzers Georg Friedrich von Wegnern (1698–1764), Herr auf Kapkeim, Damerau, Pregelswalde und Freienwalde sowie Kommandeur des Infanterieregiments „Graf Dohna“ Nr. 16, und seiner Verwandten Louise Amalie von Wegnern (1702–1766).

### Werdegang
Wegnern begann seine Laufbahn 1746 als Gefreitenkorporal im Infanterieregiments „Flanß“ Nr. 16. Er avancierte 1749 zum Fähnrich und 1752 zum Sekondeleutnant. Im Siebenjährigen Krieg nahm er an den Schlachten bei Großjägersdorf, Zorndorf, Kunersdorf und Torgau teil. Bereits 1758 hat er seine Beförderung zum Premierleutnant erhalten und stieg dann 1763 zum Stabshauptmann auf. Er setzte seine Tour fort und wurde 1764 Kapitän und Kompaniechef. Wegnern nahm auch am bayerischen Erbfolgekrieg teil. Er avancierte 1785 zum Oberstleutnant und wurde 1786 Kommandeur des II. Bataillons. Mit seiner Beförderung zum Oberst erhielt er ebenfalls seine Versetzung zum Infanterieregiments „Egloffstein“ Nr. 4, wo er seit 1789 Kommandeur war. Er war ab 7. November 1792 Chef des Infanterieregiments „Schönfeldt“ Nr. 30. Im Jahr 1793 wurde er zum Generalmajor ernannt und fiel noch im September desselben Jahres bei Ensheim im Ersten Koalitionskrieg gegen die Franzosen als Chef des Infanterieregiments „von Borcke“ Nr. 31.

### Familie
Wegnern heiratete am 15. Mai 1765 in Königsberg Albertine Wilhelmine, geborene von Syburg (* 20. April 1740; † 12. Mai 1790), die Tochter seines Regimentschefs Friedrich Wilhelm von Syburg (1709–1770). Nach der Scheidung heiratete Albertine Wilhelmine in zweiter Ehe den späteren preußischen Generalleutnant Carl Friedrich von Hamberger (1745–1811). Wengern vermählte sich in zweiter Ehe am 17. Februar 1783 erneut in Königsberg mit Barbara Dorothea Charlotte von Roeder († 1803).
Aus den Ehen entstammen:
- Joachim Friedrich Ludwig Wilhelm (* 15. Juli 1776)
- Ludwig Karl August (* 3. August 1777; † 7. November 1854) preußische Staatskanzler ⚭ Gräfin Hedwig Emilie von Eulenburg
- Johann Georg Gustav (* 9. Dezember 1778; † 31. Dezember 1806 bei Soldau), preußischer Leutnant und Ordonnanzoffizier des Generalleutnants L’Estocq
- Sophie Luise Wilhelmine (* 26. April 1789; † 9. Juli 1858) ⚭ Johann Friedrich Jakob von Kemphen (* 31. Oktober 1764; † 14. März 1833), preußischen Generalleutnant